# Јон Јенсен
Јон Јенсен (Копенхаген, 3. мај 1965), познат и по надимку Факсе, јесте дански фудбалски менаџер и бивши играч.
Бивши везни играч, његова играчка каријера је трајала скоро две деценије, а играо је за Арсенал у Енглеској и три пута за ФК Брондби у Данској. Постигао је четири гола у 69 утакмица за репрезентацију Данске, ушао је у легенду данског фудбала током Европског првенства 1992. године, када је постигао први гол у победи Данске над Немачком од 2 : 0 у финалу.

## Клупска каријера
Јенсен је започео каријеру у ФК Брондби и био је важан део тима који је освојио првенство Данске 1987. године, крунисано позивом у репрезентацију Данске и наградом за најбољег играча Данске 1987. године. Након што је имао импресивне резултате на Европском првенству УЕФА 1988, провео је кратак и неуспешан период у Бундеслигашком тиму ФК Хамбургер, и вратио се у Брондби у марту 1990., где је учествовао у успешној кампањи клуба 1991. Купа УЕФА која је стигла до полуфинала турнир.
У јулу 1992. Јенсен је потписао уговор за Арсенал вредан 1,1 милион фунти. Четрнаестог фебруара 1996. Јенсен је одиграо последњу утакмицу за Арсенал у полуфиналу Лига купа против Астон Виле, а напустио је клиб у марту 1996, после 138 такмичарских наступа за клуб.

### Повратак у Данску
Након што је напустио Арсенал, поново се придружио Брондбију. Током 1999. прешао је у Херфолге, где је био део тима који је освојио данску Суперлигу у сезони 1999–2000.

## Репрезентативна каријера
Јенсен је постигао четири гола у 69 наступа за репрезентацију Данске између 1987. и 1995. године. Када се појавио на Еуру 1992, постигао је први гол у финалу коначне победе од 2 : 0 против Немачке.
Током година које је провео у Арсеналу, Јенсен је постигао два гола на 21 утакмици за репрезентацију Данске: један против Албаније 1993. и један против Белгије 1994. године.
Након играчке каријере, тренирао је три клуба и учествовао је у раду репрезантације Данске.

### Репрезентативни голови
| Бр. | Датум                    | Место                              | Противник | Резултат | Резултат | Такмичење                                      |
| --- | ------------------------ | ---------------------------------- | --------- | -------- | -------- | ---------------------------------------------- |
| 1   | 26. јуна 1992. године    | Улеви, Гетеборг, Шведска           | Немачка   | 1–0      | 2–0      | УЕФА Евро 1992.                                |
| 2   | 2. јуна 1993. године     | Стадион Паркен, Копенхаген, Данска | Албанија  | 1–0      | 4–0      | Квалификације за Светско првенство 1994.       |
| 3   | 12. октобра 1994. године | Стадион Паркен, Копенхаген, Данска | Белгија   | 2–1      | 3–1      | УЕФА квалификације за Европско првенство 1996. |

## Успеси

### Играч
- Данска Суперлига: 1987, 1988, 1990, 1991, 1995–96, 1996–97, 1997–98
- ФА куп: 1992–93[10]
- Лига куп: 1992–93
- Европски Куп победника купова: 1993–94; другопласирани: 1994–95
- Вицешампион Суперкупа Европе: 1994.[11]

Херфолге
- Данска Суперлига: 1999–2000

Репрезентација Данске
- Европско првенство : 1992.

Индивидуално
- Дански играч године: 1987.

### Менаџер
Херфолге
- Данска Суперлига: 1999–2000

Индивидуално
- Дански тренер године: 2000.